# Supercopa soviètica de futbol
La Supercopa soviètica de futbol (en rus: Кубок сезона) també anomenada Supercopa de l'URSS o Copa de Temporada, fou una competició esportiva de clubs de futbol soviètics, creada el 1977. Hi participaven el campió de Lliga i de Copa soviètica de la temporada anterior. Es disputà de forma irregular els primers anys i a partir de 1984 se celebrà de forma anual.
L'any 1988, els dos campions, Spartak Moscou (lliga) i Dinamo de Kíiv (copa) havien de disputar al final a Chişinău, Moldàvia, però el partit mai es va realitzar per problemes d'infraestructures a la ciutat.

## Historial
| Any  | Seu                                        | Campió                                  | Marcador                 | Finalista                               |
| ---- | ------------------------------------------ | --------------------------------------- | ------------------------ | --------------------------------------- |
| 1977 | Tbilisi, Geòrgia                           | Dynamo Moscou (campió de copa)          | 1 - 0                    | Dinamo de Kíiv (campió de lliga)        |
| 1981 | Simferòpol, Ucraïna                        | Dinamo de Kíiv (campió de lliga)        | 1 - 1 (pr, 5 - 4 penals) | Xakhtar Donetsk (campió de copa)        |
| 1984 | Donetsk, Ucraïna i Dnipropetrovsk, Ucraïna | Xakhtar Donetsk (campió de copa)        | 2 - 1, 1 - 1             | Dniprò Dnipropetrovsk (campió de lliga) |
| 1985 | Leningrad, Rússia i Moscou, Rússia         | Zenit Leningrad (campió de lliga)       | 2 - 1, 1 -0              | Dynamo Moscou (campió de copa)          |
| 1986 | Kíev, Ucraïna                              | Dinamo de Kíiv (campió de lliga)        | 2 - 2 (pr, 3 - 1 penals) | Xakhtar Donetsk (finalista de la copa)  |
| 1987 | Moscou, Rússia                             | Dinamo de Kíiv (campió de lliga)        | 1 - 1 (pr, 5 - 4 penals) | Torpedo Moscou (campió de copa)         |
| 1988 | Chişinău, Moldàvia                         | No es va disputar                       | No es va disputar        | No es va disputar                       |
| 1989 | Sotxi, Rússia                              | Dniprò Dnipropetrovsk (campió de lliga) | 3 - 1 (pr)               | Metalist Kharkiv (campió de copa)       |